# Пономарёв, Антон Трофимович
Антон Трофимович Пономарёв (около 1744 года, Соликамский уезд — 24 января [5 февраля] 1819, Пермь) — пермский купец 1-й гильдии, городской голова в 1799—1802 и 1808—1809 гг.
Антон Трофимович Пономарёв родился около 1744 года в Соликамском уезде Пермской губернии в семье государственных крестьян. У него был брат Егор, умерший в 1804 году. В 1772 году женился на Парасковье Тимофеевне (1757—1821), дочери Тимофея Иконникова — крепостного крестьянина Строгановых из села Новое Усолье. У них были дочери — Катерина, Афонасия, Пульхерия и Варвара и сыновья — Николай и Иван.
В 1782 году Антон Трофимович Пономарёв был записан в купцы 1-й гильдии города Перми с капиталом в 10100 рублей, но затем перешёл во 2-ю, а потом (в 1811 году) — в 3-ю гильдию. Владел двумя домами на Егошихинской улице и тремя земельными участками на Петропавловской улице. Также приобрёл каменный дом на Набережной улице к купца Фёдора Хрептова. Занимался торговлей импортными винами и поставками соли в города Пермской губернии по казённым подрядам совместно с Петром Абрамовичем Поповым, который предъявил ему иск на 25000 рублей. После тяжбы, длившейся 10 лет, имущество Пономарёва было конфисковано, и он перешёл из купеческого сословия в мещане.
В 1784—1787 и 1790—1793 гг Пономарёв занимал в городском магистрате должность бургомистра. Затем дважды был городским головой Перми: в 1799—1802 гг и с октября 1808 по 15 ноября 1809 года (с 17 сентября 1809 года он был тяжело болен). Скончался 24 января (5 февраля) 1819 года и был похоронен на Егошихинском (Старом) кладбище.